# Cichociemni

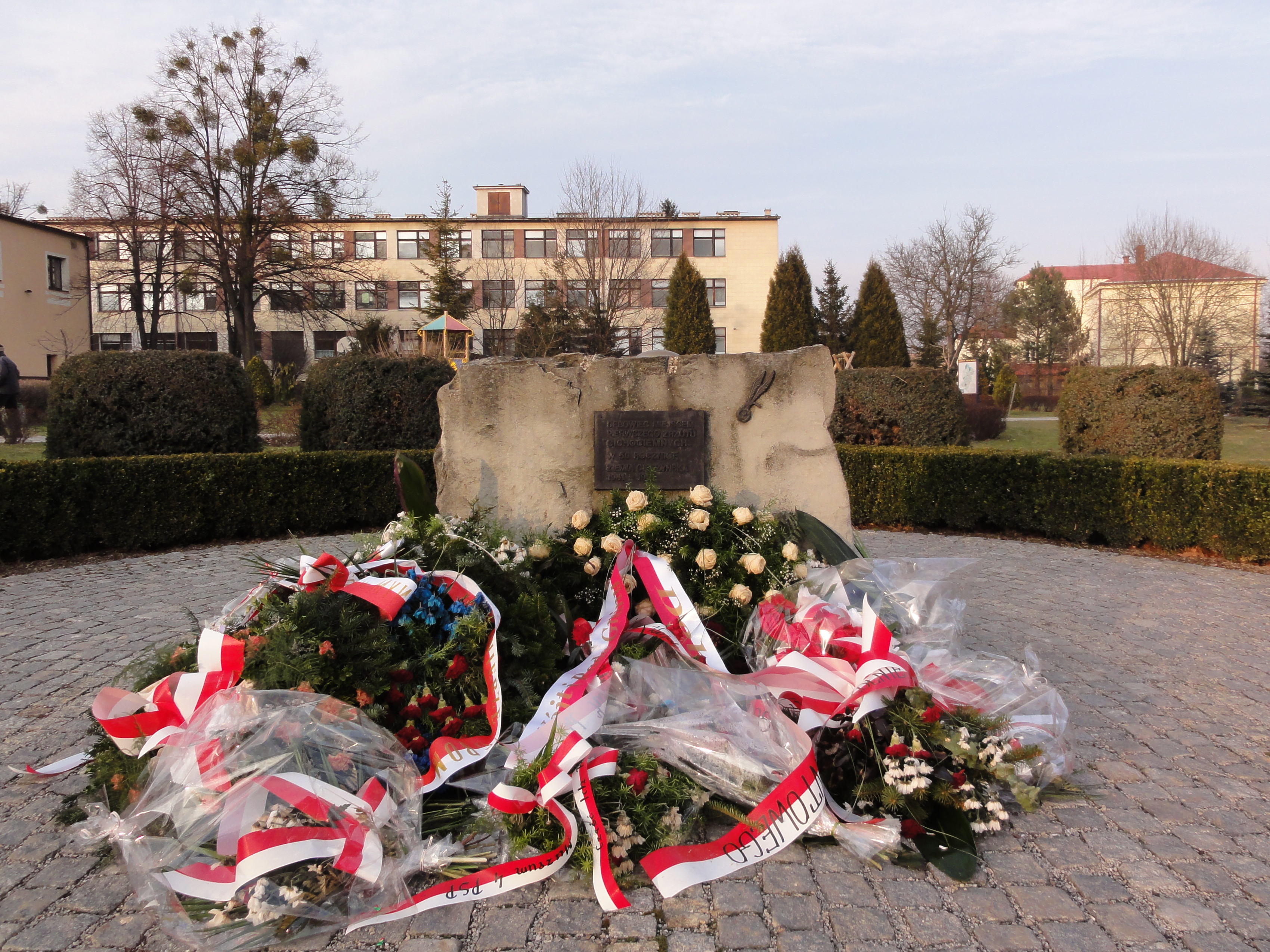
Monumento a Cichociemni en Dębowiec.

Cichociemni (AFI: [t͡ɕixɔˈt͡ɕɛmɲi]) fue una unidad de paracaidistas de operaciones especiales del ejército polaco en el exilio, creada en Gran Bretaña durante la Segunda Guerra Mundial para realizar misiones en la Polonia ocupada. El nombre completo de la unidad era Cichociemni Spadochroniarze Armii Krajowej ("Paracaidistas Cichociemni de la Armia Krajowa").

## Nombre
El nombre resulta de la unión de los adjetivos cichy (silencioso) y ciemny (oscuro), y puede traducirse al español como "los silenciosos invisibles". Cómo recibió la unidad ese nombre es algo incierto. Probablemente el nombre se refiere a que algunos soldados desaparecían durante la noche de sus respectivas unidades para prestar servicio en operaciones especiales, al igual que puede significar la incursión en territorio enemigo sin ser detectados y cuando menos se lo esperan.
La unidad fue entrenada inicialmente en Escocia, preparándose para misiones en la Polonia ocupada, así como en la limpieza de edificaciones y la demolición de puentes. En 1944, el entrenamiento también fue llevado a cabo en Bríndisi, al sur de Italia, que por aquel entonces estaba bajo dominio de las Fuerzas Aliadas.